# Campeonato Mundial de Tiro con Arco al Aire Libre de 1937
El VII Campeonato Mundial de Tiro con Arco al Aire Libre se celebró en París (Francia) entre el 11 y el 14 de agosto de 1937 bajo la organización de la Federación Internacional de Tiro con Arco (FITA) y la Federación Francesa de Tiro con Arco.

## Medallistas

### Masculino
| Evento                  | Oro                                                   | Plata                                                        | Bronce                                                   |
| ----------------------- | ----------------------------------------------------- | ------------------------------------------------------------ | -------------------------------------------------------- |
| Arco recurvo individual | Georges De Rons · Bélgica                             | Feliks Majewski · Polonia                                    | Oscar Kessels · Bélgica                                  |
| Arco recurvo por equipo | Feliks Majewski · Leon Szymuś · Miron Trusz · Polonia | Georges De Rons · Oscar Kessels · Frans Walraevens · Bélgica | Henry Kjellson · Torsten Fahlman · Eric Hansson · Suecia |

### Femenino
| Evento                  | Oro                                                     | Plata                                                      | Bronce                                       |
| ----------------------- | ------------------------------------------------------- | ---------------------------------------------------------- | -------------------------------------------- |
| Arco recurvo individual | Erna Simon Reino Unido                                  | Irène Cruypenninck Francia                                 | Zofia Bunch · Polonia                        |
| Arco recurvo por equipo | Erna Simon Louisa Sandford Louise Nettleton Reino Unido | Zofia Bunch · Maria Olearczyk · Janina Kurkowska · Polonia | Irène Cruypenninck M. Mauduit Frenot Francia |

## Medallero
| Núm. | País        | Oro | Plata | Bronce | Total |
| ---- | ----------- | --- | ----- | ------ | ----- |
| 1    | Reino Unido | 2   | 0     | 0      | 2     |
| 2    | Polonia     | 1   | 2     | 1      | 4     |
| 3    | Bélgica     | 1   | 1     | 1      | 3     |
| 4    | Francia     | 0   | 1     | 1      | 2     |
| 5    | Suecia      | 0   | 0     | 1      | 1     |
|      | TOTAL       | 4   | 4     | 4      | 12    |